# Fattore di forma
I fattori di forma sono quantità adimensionali usate in elaborazione digitale delle immagini e microscopia che descrive numericamente la forma di una particella indipendentemente dalle sue dimensioni.
I fattori di forma sono calcolati dalla misura delle dimensioni come il diametro, la lunghezza delle corde, l'area, il perimetro, il centroide, i momenti ecc.
La dimensione delle particelle di solito si misurano dalla sezione bidimensionale o dalle proiezioni, ma i fattori di forma si possono applicare anche ad oggetti tridimensionali.
Per particelle si possono considerare sia grani in metallurgia, o le microstrutture ceramiche, o i microrganismi in coltura.
Le quantità dimensionali spesso rappresentano il grado di deviazione da una forma ideale come un cerchio, una sfera o un poliedro equilatero.
I fattori di forma sono spesso normalizzati, e quindi fatti rientrare in un valore tra zero e uno. dove 1 è la forma ideale di massima simmetria: cerchio, sfera, quadrato o cubo.

## Formato
- Il fattore di forma più comune è l'aspect ratio, una funzione del più grande e del più piccolo diametro ortogonale:

{\displaystyle A_{R}={\frac {d_{\min }}{d_{\max }}}}

## Circolarità
Un altro fattore di forma molto comune è la circolarità, una funzione del perimetro P e l'area A:
{\displaystyle f_{\text{circ}}={\frac {4\pi A}{P^{2}}}}

## Elongazione
La meno diffusa elongazione è definita come la radice quadrata del rapporto del momento di inerzia in dell'intorno della particella dei suoi assi principali.
{\displaystyle f_{\text{elong}}={\sqrt {\frac {i_{2}}{i_{1}}}}}

## Compattezza
{\displaystyle f_{\text{comp}}={\frac {A^{2}}{2\pi {\sqrt {{i_{1}}^{2}+{i_{2}}^{2}}}}}}

## Ondulazione
Considerando il rapporto tra il perimetro dell'involucro convesso della particella e quello della particella stessa si può avere una idea di quanto il bordo di questa sia frastagliato, ovvero di quanto la forma della particella si discosti dall'essere convessa:
{\displaystyle f_{\text{wav}}={\frac {P_{\text{cvx}}}{P}}}